# Daktulosphaera vitifoliae
Daktulosphaera vitifoliae är en insektsart som först beskrevs av Fitch 1851.  Daktulosphaera vitifoliae ingår i släktet Daktulosphaera och familjen dvärgbladlöss. Inga underarter finns listade i Catalogue of Life.